# دیمه (کوهرنگ)
دیمه (کوهرنگ)، روستایی در شهرستان کوهرنگ از توابع استان چهارمحال و بختیاری است. چشمه دیمه یعنی سرچشمه اصلی زاینده رود در این منطقه قرار دارد.

## جمعیت
این روستا در دهستان شوراب تنگزی قرار دارد و براساس سرشماری مرکز آمار ایران در سال ۱۳۹۲، جمعیت آن ۱۲۰۰نفر (۲۲۵خانوار) بوده‌است.